# Alexiuslied

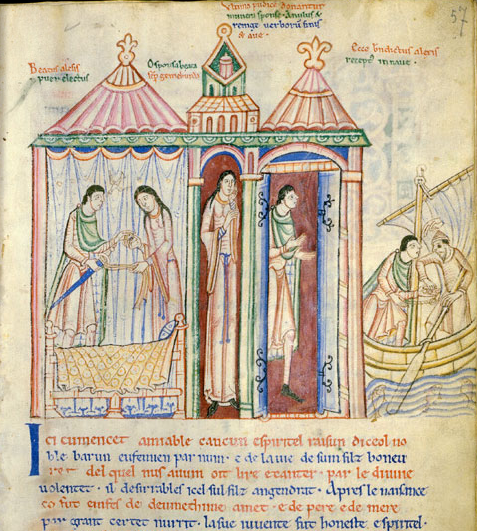
Psalter von St. Alban, mit dem Text des Lebens des heiligen Alexius.

Das Alexiuslied (französisch Vie de Saint Alexis) ist ein gegen 1050 entstandenes altfranzösisches literarisches Werk.
Diese Nachdichtung einer ursprünglich lateinisch verfassten Heiligenlegende gilt als der erste erhaltene französische Text, der über seine religiösen Intentionen hinaus deutlichen literarischen, d. h. künstlerischen, Ehrgeiz zeigt.

## Form
In Form und Stil ist das Alexiuslied (wie das Werk in der deutschen Romanistik meist heißt) beeinflusst von der Gattung Heldenepos (chanson de geste), die zu seiner Entstehungszeit schon florierte. Es war offenbar zum Vortrag per Sing-Sang bestimmt und besteht aus 125 Strophen von je 5 assonierenden Zehnsilblern mit Zäsur nach der 4. Silbe, den ersten Versen dieses Typs, die in der französischen Literatur bekannt sind.

## Inhalt
Der Inhalt des Alexiusliedes beruht vermutlich auf der Geschichte einer realen Person vom Anfang des 5. Jahrhunderts:
Alexius ist zu Beginn der „Handlung“ der von den Eltern sehnlich erwünschte, spät geborene einzige Sohn römischer Adeliger, der sich vom Vater in eine schöne Karriere hat einführen und standesgemäß verloben lassen. Am Vorabend der Eheschließung erklärt er jedoch seiner Braut, dass er nicht heiraten, sondern Gott dienen wolle. Er verlässt sie und die Eltern ohne Abschied und wird über Zwischenstationen nach Edessa geführt, wo er 17 Jahre als frommer Asket von Almosen lebt und sich z. B. Bediensteten seiner Familie, die auf der Suche nach ihm sind, nicht zu erkennen gibt.
Als man ihn in Edessa als Heiligen zu verehren beginnt und eine himmlische Stimme seine Heiligkeit bestätigt, entzieht er sich der Verehrung. Er geht erneut auf Wanderschaft, bis er auf einem Schiff vom Sturm zurück nach Rom geführt wird. Dort bittet er auf der Straße unerkannt seinen Vater, ihm aus Liebe zu seinem verschollenen Sohn einen Platz unter der Treppe in seinem Haus zu gewähren. Hier lebt er nochmals 17 Jahre in Armut von den Küchenresten und lässt sich vom Hauspersonal geduldig demütigen. Bevor er stirbt, verfasst er ein Schriftstück, dank dem er vom Papst im Beisein seiner Eltern, seiner Braut und des Kaisers als der Sohn des Hauses und als heilige Person erkannt wird. Danach wird er mit großem Pomp und starker Anteilnahme der Bevölkerung bestattet, was zeigt, dass ihm ein Platz im Himmel sicher ist. 

## Einordnung
Die Alexius-Legende, die zu einer bedingungslosen „imitatio Christi“ (Nachahmung Christi) aufruft, kam ursprünglich aus Syrien, war von dort nach Konstantinopel gelangt und aus dem Griechischen ins Lateinische übertragen worden. Diese Version wurde in Mittelalter und früher Neuzeit zur Grundlage für Nachdichtungen in verschiedenen europäischen Sprachen, von denen die französische die älteste ist. Diese ist in fünf z. T. unvollständigen Abschriften aus dem 12. und 13. Jahrhundert erhalten und stammt vermutlich aus dem Nordosten des französischen Sprachgebietes.
Sie ist jedoch überliefert in einer Sprache, die anglonormannisch gefärbt ist, d. h. Elemente desjenigen französischen Dialekts enthält, den die normannischen Eroberer 1066 aus der Normandie nach England mitgenommen hatten und als herrschende Schicht mehrere Generationen lang dort sprachen (bis er vom Angelsächsischen aufgesogen wurde und mit ihm zum Englischen verschmolz).
Der Verfasser wird im Text nicht genannt, es könnte sich aber um Tetbald von Vernon handeln, einen Kanonikus in Rouen, der um 1050 viele Heiligenviten aus der lateinischen in die altfranzösische Sprache übertragen hat.